# Hallar-Steinn
Hallar-Steinn était un poète islandais qui a vécu autour de l'an 1200. Il est principalement connu pour son poème intitulé Rekstefja, conservé dans le Bergsbók et la Óláfs saga Tryggvasonar en mesta. D'autres vers éparses d'Hallar-Steinn sont également connus, repris dans le Skáldskaparmál ou le Laufás-Edda.